# Air Bashkortostan
Air Bashkortostan (russisch Авиакомпания Башкортостан) war eine russische Fluggesellschaft und Flughafenbetreiber mit Sitz in Ufa und Basis auf dem Flughafen Ufa.

## Geschichte
Air Bashkortostan führte am 10. April 2006 seinen ersten Flug durch. Das Unternehmen war ein Zusammenschluss bzw. eine Partnerschaft zwischen der Regierung Baschkortostans und VIM Airlines. VIM Airlines besaß 74 % der Anteile, das Föderationssubjekt 26 %. Sie stellte 2013 den Betrieb komplett ein.

## Flugziele
Früher verband Air Bashkortostan Ufa im Linienverkehr ausschließlich mit dem Flughafen Moskau-Domodedowo.

## Flotte

### Flotte bei Betriebseinstellung
Mit Stand Oktober 2013 bestand die Flotte der Air Bashkortostan lediglich aus einem Flugzeug:
- Boeing 757-200 (geleast von VIM Airlines)